# Zwischenstaatliche Kommission für deutsche Rechtschreibung
Die Zwischenstaatliche Kommission für deutsche Rechtschreibung war eine internationale Kommission der Staaten Deutschland, Österreich und der Schweiz, die mit der Umsetzung der neuen Rechtschreibung nach der Rechtschreibreform von 1996 beauftragt war.
Die Kommission bestand von 1997 bis 2004 und war an das Institut für Deutsche Sprache in Mannheim angegliedert. Die konstituierende Sitzung fand am 25. März 1997 statt.

## Grundlage
Grundlage ihrer Arbeit war Artikel III der Wiener Absichtserklärung vom 1. Juli 1996:
„Die zuständigen staatlichen Stellen Deutschlands, Österreichs und der Schweiz werden Experten in eine Kommission für die deutsche Rechtschreibung entsenden, deren Geschäftsstelle beim Institut für Deutsche Sprache in Mannheim eingerichtet wird. Die Kommission wirkt auf die Wahrung einer einheitlichen Rechtschreibung im deutschen Sprachraum hin. Sie begleitet die Einführung der Neuregelung und beobachtet die künftige Sprachentwicklung. Soweit erforderlich erarbeitet sie Vorschläge zur Anpassung des Regelwerks.“

## Vorgänger
Die Zwischenstaatliche Kommission stand in wesentlichen Teilen in der Tradition der am Institut für Deutsche Sprache (IDS) in Mannheim angesiedelten Rechtschreibkommissionen. Am 24. März 1977 wurde dort die „Kommission für Rechtschreibreform“ gegründet, die am 2. Juni in „Kommission für Rechtschreibfragen“ umbenannt wurde. Sie stand von 1977 bis 1980 unter der Leitung von Heinz Rupp. Es folgten 1980 bis 1990 Hans Glinz und 1990 bis 1997 Gerhard Augst als Vorsitzende.
1979 legte die Kommission den Entwurf einer Neuregelung der Groß- und Kleinschreibung im Sinne der gemäßigten Kleinschreibung vor.
1980 schloss sich die Kommission für Rechtschreibfragen (Bundesrepublik Deutschland) auf einem Germanistenkongress in Basel mit der „Forschungsgruppe Orthographie“ (DDR, Leiter Dieter Nerius), der „Arbeitsgruppe Rechtschreibreform der schweizerischen Konferenz der kantonalen Erziehungsdirektoren“ (Schweiz, Präsident Horst Sitta) und der „Wissenschaftlichen Arbeitsgruppe des Koordinationskomitees für Orthographie beim Bundesministerium für Unterricht und Kultus“ (Österreich, Leiter Karl Blüml) zum Internationalen Arbeitskreis für Rechtschreibreform zusammen, der später in Internationaler Arbeitskreis für Orthographie umbenannt wurde. Dieser tagte zunächst alle zwei Jahre, ab 1986 jährlich.
1985 ging die Mannheimer Kommission mit dem Vorschlag „Die Rechtschreibung des Deutschen und ihre Neuregelung“ erstmals an die Öffentlichkeit. Über einen Artikel von Gerhard Augst in der Frankfurter Allgemeinen Zeitung wurde der Entwurf erstmals einer breiten Öffentlichkeit bekannt.

### Mitglieder der Kommission für Rechtschreibfragen
Die Kommission für Rechtschreibfragen des IDS hatte folgende Mitglieder:
- Gerhard Augst (seit 1979, ab 1990 Vorsitzender)
- Günther Drosdowski (seit 1977)
- Johannes Erben (1977–1979)
- Hans Glinz (seit 1977, 1980–1990 Vorsitzender)
- Paul Grebe (1977–1981)
- Gisela Harras (seit 1986)
- Klaus Heller (seit 1993)
- Johann Knobloch (seit 1977)
- Wolfgang Mentrup (seit 1977, schied aus der Kommission aus, weil er bei den vielen Abstrichen nicht mehr „mitmachen“ wollte)
- Hans Moser (1982–1989)
- Hugo Moser (1977–1982)
- Horst Haider Munske (seit 1987)
- Isolde Nortmeyer (1977–1982)
- Otto Nüssler (1977–1988)
- Heinz Rupp (1977–1980, während dieser Zeit auch Vorsitzender)
- Burkhard Schaeder (seit 1980)
- Horst Sitta (seit 1983)
- Hugo Steger (1977–1981)
- Bernhard Weisgerber (seit 1977; schied später aus Missmut über die vielen Abstriche am Reformpaket aus)
- Hermann Zabel (seit 1979)

## Mitglieder
Der Kommission gehörten sechs Mitglieder aus Deutschland und je drei aus Österreich und der Schweiz an, die durch den jeweiligen Staat bestellt wurden. Fünf der deutschen Mitglieder konnten vom Institut für Deutsche Sprache Institut für Deutsche Sprache vorgeschlagen werden, eines von der Gesellschaft für deutsche Sprache.

### Ursprüngliche Mitglieder
- Gerhard Augst, Deutschland
- Karl Blüml, Österreich
- Peter Eisenberg, Deutschland (19. März 1998 ausgetreten)
- Peter Gallmann, Schweiz
- Werner Hauck, Schweiz
- Klaus Heller, Deutschland
- Rudolf Hoberg, Deutschland
- Horst Haider Munske, Deutschland (18. September 1997 ausgetreten)
- Dieter Nerius, Deutschland
- Richard Schrodt, Österreich
- Horst Sitta, Schweiz
- Viktor Spechtler, Österreich (ausgeschieden)

### Nachgerückte Mitglieder
- Mechthild Dehn, Deutschland (seit Juni 1998)
- Dieter Herberg, Deutschland (seit Juni 1998)
- Ulrike Steiner, Österreich

## Berichte
Die Kommission legte zwischen 1997 und 2004 vier Berichte zum Stand der Umsetzung der Rechtschreibreform vor. Sie erschienen im Dezember 1997, März 2000, Dezember 2001 und Anfang 2004. Die Kommission war darauf bedacht, die Berichte nicht an die Öffentlichkeit gelangen zu lassen.

### Erster Bericht
Am 18. Dezember 1997 legte die Rechtschreibkommission ihren ersten Bericht mit einem Umfang von knapp 70 Seiten der Kultusministerkonferenz vor, in dem weitreichende Korrekturen am ursprünglichen Regelwerk vorgeschlagen wurden, die als „unumgänglich notwendig“ bezeichnet wurden. Am 23. Januar 1998 veranstaltete die Rechtschreibkommission zu diesem Bericht eine nichtöffentliche Anhörung in den Räumen des IDS in Mannheim, wobei fast ausschließlich Reformbefürworter eingeladen waren. Die wenigen Reformgegner, die eingeladen waren, mussten sich den Bericht unter abenteuerlichen Bedingungen besorgen.  Journalisten wurden erst bei der abendlichen Pressekonferenz zugelassen. Am 12. Februar teilte die Kultusministerkonferenz in einer Pressemitteilung mit, gemäß dem Ergebnis ihrer Beratungen vom 6. Februar die Änderungsvorschläge nicht zu übernehmen, sondern das ursprüngliche Regelwerk unverändert zum 1. August 1998 einzuführen. Daraufhin trat Peter Eisenberg aus der Rechtschreibkommission aus.

### Zweiter Bericht
Der zweite Bericht der Rechtschreibkommission wurde im März 2000 vorgelegt und enthielt nur knapp vier Seiten. Da die Kultusminister die Änderungsvorschläge des ersten Berichts abgelehnt hatten, habe die Kommission sich darauf beschränken müssen, für die einheitliche Umsetzung der – wenn auch teilweise als falsch erkannten – neuen Regeln durch die Wörterbücher zu sorgen.

### Dritter Bericht
Am 15. Dezember 2001 sandte die Zwischenstaatliche Kommission für deutsche Rechtschreibung ihren dritten, 119 Seiten umfassenden und als vertraulich gekennzeichneten Bericht an das Sekretariat der Ständigen Konferenz der Kultusminister. Die Kommission hebt die ihrer Ansicht nach hohe Akzeptanz der Rechtschreibreform in der Bevölkerung hervor und kommt zu dem Ergebnis, „dass die Umsetzung der Neuregelung in den Schulen problemlos erfolgt ist.“ In Teil B des Berichts werden Probleme der Reform erörtert, konkrete Änderungsvorschläge werden jedoch nicht gemacht, sondern auf den nächsten Bericht verschoben.

### Vierter Bericht
Den vierten und letzten Bericht der Kommission von Anfang 2004, der die neue Rechtschreibung in zahlreichen Punkten revidierte, verabschiedete die Kultusministerkonferenz (KMK) überraschend zunächst nicht. Stattdessen kam es unter der Leitung der KMK zu Gesprächen zwischen der Kommission und der Deutschen Akademie für Sprache und Dichtung, die aber scheiterten. Die Akademie hatte die Rechtschreibreform zuvor scharf kritisiert und einen eigenen Kompromissvorschlag erarbeitet. Ferner beschloss die KMK, dass die Zwischenstaatliche Kommission teilweise neu besetzt und erweitert werden solle.
Im Mai 2004 legte die Zwischenstaatliche Kommission einen Bericht über die Gespräche mit der Deutschen Akademie für Sprache und Dichtung vor und modifizierte dabei einige Formulierungen ihres Änderungsvorschlags aus dem vierten Bericht, ohne ihn im Kern zu verändern.
Im Juni 2004 stimmte die deutsche Kultusministerkonferenz dem vierten Bericht der Zwischenstaatlichen Kommission für Deutsche Rechtschreibung sowie dem ergänzenden Bericht vom 18. Mai 2004 zu. Erneut kam es auch zu einer Rechtschreibreformierung. Die jetzt vorgeschlagenen Schreibweisen umfassten zum Beispiel „seit Längerem“ (neben: „seit längerem“), „leidtun“ (neben: „Leid tun“), „die Meisten“ (neben: „die meisten“); sie machten die bisherigen reformierten Schreibweisen, die 1998 in Kraft getreten waren, nicht falsch, sondern waren gleichberechtigt gültig. Zudem bekräftigten die Kultusminister, dass der Übergangszeitraum am 1. August 2005 enden solle.

## Nachfolge
Die Aufgaben der Zwischenstaatlichen Kommission sind inzwischen an den Rat für deutsche Rechtschreibung übertragen worden, der von der Kultusministerkonferenz eingesetzt wurde und seit dem Dezember 2004 unter dem Vorsitz von Hans Zehetmair (bis 2016), seit 2017 unter dem Vorsitz von Josef Lange eine „Reform der Rechtschreibreform“ durchgeführt hat.